# Teatr im. Cypriana Kamila Norwida w Jeleniej Górze
Teatr im. Cypriana Kamila Norwida w Jeleniej Górze – jeleniogórski teatr dramatyczny działający od 1904 roku, na początku jako Dom Sztuki i Stowarzyszeń (niem. Künst und Vereinshaus), następnie Teatr Miejski w Jeleniej Górze (niem. Stadttheater Hirschberg), od 1945 roku jako scena polska, od roku 1974 pod swoją obecną nazwą.
Budynek wpisany jest do rejestru zabytków pod nr rej.: A/5043/634/J z 4.04.1980

## Historia
Gmach Domu Sztuki i Stowarzyszeń na rogu al. Wojska Polskiego i ul. Sudeckiej, zaprojektowany został w 1904 roku przez Alfreda Daehmela. Jego architektura jest przykładem tzw. „secesji jeleniogórskiej”. Po II wojnie światowej teatr wznowił działalność 23 sierpnia 1945 jako Teatr Dolnośląski w Jeleniej Górze, premierą Zemsty Aleksandra Fredry w reżyserii Stefanii Domańskiej. W obsadzie znaleźli się między innymi Adam Hanuszkiewicz (Wacław) i Kazimierz Dejmek (Papkin).
Za najważniejszy okres w dziejach tego teatru uważa się dyrekcje reżyserki Alina Obidniak. W latach 2002 do 2008 funkcjonował jako Teatr Jeleniogórski Scena Dramatyczna i Scena Animacji. Po 2008 sceny rozdzielono na dwa osobne teatry – Teatr im. C.K. Norwida i Zdrojowy Teatr Animacji – największa instytucja kultury w Jeleniej Górze.

### Dyrekcje Aliny Obidniak (1973−1988, 2000)
W 1973 roku dyrekcję jeleniogórskiej sceny objęła Alina Obidniak, do 1970 roku dyrektor naczelna i artystyczna Teatru im. Wojciecha Bogusławskiego w Kaliszu. Jako dyrektorka jeleniogórskiego teatru przyczyniła się do tego, że Teatr im. Norwida jako jedna z nielicznych europejskich scen dramatycznych, został nagrodzony przez krytykę na Festiwalu Teatru Narodów (Théâtre des Nations) w Caracas (1978) i odbył tournée po NRD, Węgrzech, Włoszech, Wenezueli, Kolumbii, Panamie i Kostaryce. Obidniak nawiązała współpracę z wieloma wybitnymi twórcami, m.in. Henrykiem Tomaszewskim, Krzysztofem Pankiewiczem, Jean-Marie Pradierem i Adamem Hanuszkiewiczem. Funkcję kierownika literackiego pełnił dr Janusz Degler, który stworzył przy teatrze Wszechnicę Teatralną.

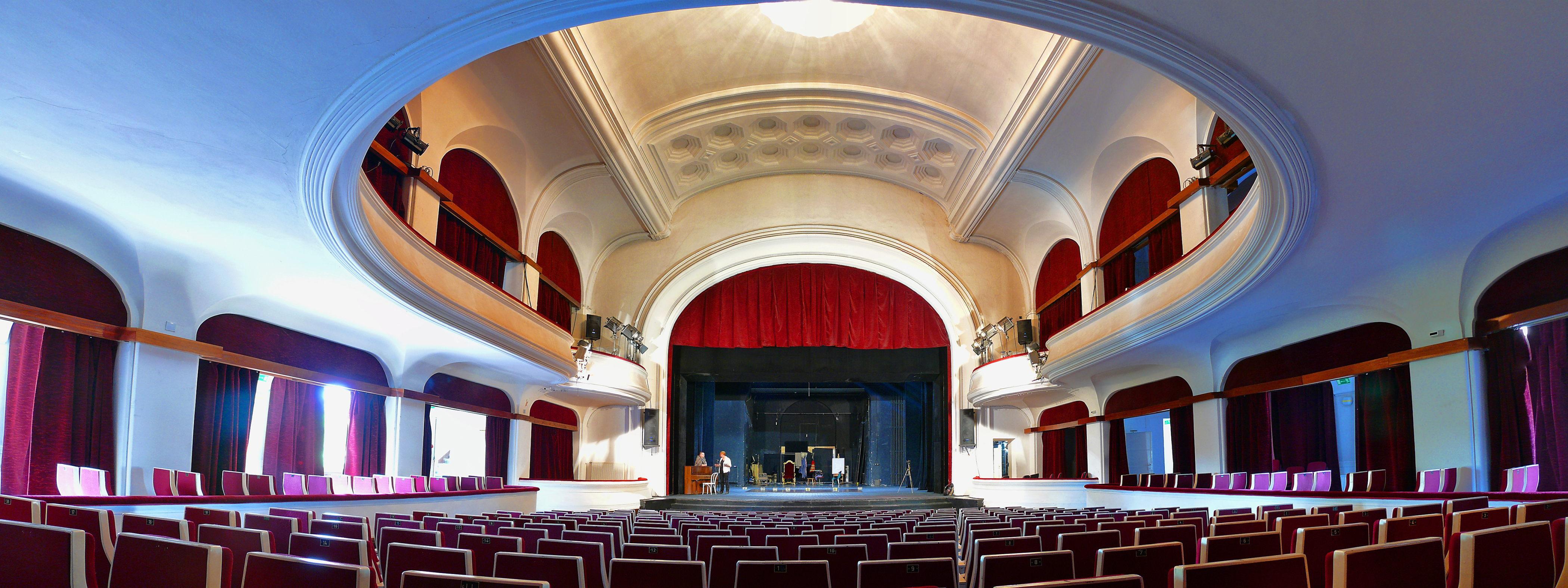
Widownia teatru w Jeleniej Górze

Konsekwentnie zapraszała młodych reżyserów, umożliwiając im debiuty. Zasłynęła jako odkrywca młodych talentów reżyserskich, między innymi Mikołaja Grabowskiego, Michała Ratyńskiego, Waldemara Zawodzińskiego i Krystiana Lupy, któremu stworzyła wyjątkowo dogodne, niemal laboratoryjne warunki dla rozwoju artystycznego. Zaś za drugiej dyrekcji, znanych dziś reżyserów młodego pokolenia; Mai Kleczewskiej, Aldony Figury i Piotra Kruszczyńskiego. Za jej pierwszej dyrekcji na deskach teatru występowali między innymi Maria Maj, Irena Dudzińska, Janina Szarek, Krzysztof Janczar, Wojciech Ziemiański, Piotr Skiba, Andrzej Szczytko i Krzysztof Bień.
Nagrody przyznane Teatrowi im. Cypriana Kamila Norwida pod kierownictwem artystycznym Obidniak: dyplom honorowy Ministra Kultury i Sztuki za wybitne osiągnięcia w upowszechnianiu kultury (1974), Złota Statuetka Fredry dla najlepszego spektaklu Dolnego Śląska (1975 i 1976), Nagroda Krytyków w San José (Kostaryka, 1976), Krzyż Komandorski z Gwiazdą Orderu Odrodzenia Polski przyznany przez Radę Państwa (1976), Nagroda Krytyków na Festiwalu Teatru Narodów (Wenezuela, 1978). Ponadto teatr uczestniczył w Kaliskich Spotkaniach Teatralnych, Opolskich Konfrontacjach Teatralnych oraz Festiwalu Polskich Sztuk Współczesnych we Wrocławiu ze sztuką Nadobnisie i koczkodany Stanisława Ignacego Witkiewicza w reżyserii Krystiana Lupy.

## Dyrektorzy
- 1945−1945: Stefania Domańska (ur. 18 maja 1914 w Krakowie, zm. 9 lutego 2005 w Warszawie)[10]
- 1945−1946: Jerzy Walden (ur. 17 listopada 1903 w Warszawie, zm. 17 września 1984 tamże)
- 1947−1948: Rudolf Ratschka (ur. 16 maja 1906 we Lwowie, zm. 28 lutego 1973 w Warszawie)
- 1948–1949, 1959–1963, 1965–1966: Bronisław Orlicz (ur. 17 czerwca 1924 w Tąpkowicach, zm. 5 grudnia 1998 w Tarnowie)
- 1950−1954: Zuzanna Łozińska (ur. 11 marca 1886 we Lwowie, zm. 5 sierpnia 1982 w Puławach)[11]
- 1966-1973: Tadeusz Kozłowski (ur. 16 sierpnia 1922 w Warszawie, zm. 25 stycznia 2001 w Białymstoku)
- 1973−1988, 2000: Alina Obidniak (ur. 29 czerwca 1931 w Krośnie, zm. 29 października 2021 w Jeleniej Górze)
- 1988–1992: Jerzy Zoń (ur. 31 lipca 1953 w Siekierczynie)
- 1992–1995: Zygmunt Bielawski (ur. 19 maja 1937 w Bolechowie, zm. 19 listopada 2006 we Wrocławiu)
- 1995–1996: Andrzej Bubień (ur. w Bamako)
- 1997–2001: Grzegorz Mrówczyński (ur. 1944)
- 2002–2009: dyrektor naczelny Sceny Dramatycznej Bogdan Nauka (ur. 7 grudnia 1957 w Brzegu, zm. 20 listopada 2020 w Jeleniej Górze)
- 2004–2006: dyrektor artystyczny Sceny Dramatycznej Małgorzata Bogajewska (ur. 20 września 1975 w Poznaniu)
- 2007–2009: dyrektor artystyczny Sceny Dramatycznej Wojciech Klemm (ur. 19 czerwca 1972 w Warszawie)
- 2009–2013: Bogdan Koca (ur. 21 lutego 1952 w Warszawie)
- 2013–2016: Piotr Wiesław Jędrzejas (ur. 25 lutego 1975 w Zabrzu)
- 2016–2025: Tadeusz Wnuk (ur. 1 stycznia 1962 w Raciborzu)
- 2025–: Katarzyna Sołtys (ur. 22 marca 1983 w Bolesławcu)

## Aktorzy i aktorki występujący na scenie jeleniogórskiego teatru
- Paweł Adamski (1988–1997)
- Bogdan Baer (1982–1983)†
- Mirosław Baka (1987–1988)
- Paweł Baldy (1960–1965, 1966–1974)†
- Roman Baranowicz (1950–1954)†
- Roman Bartosiewicz (1950–1954)†
- Justyna Bartoszewicz (2006)
- Dariusz Bereski (1987–1997)
- Stanisław Biczysko (1977–1979)
- Krzysztof Bień (1977–1980)
- Bożena Borowska (1987–1988)
- Stanisław Bryliński (1945–1947)†[12]
- Andrzej Chudy (1977–1979)
- Grzegorz Cinkowski (1997–2007)
- Kazimierz Dejmek (1945–1946)†[12]
- Ryszard Dembiński (1955–1961)†
- Krystyna Dmochowska (1981–2011)†
- Robert Dudzik (1998–2017)
- Irena Dudzińska (1981–1988)
- Jarosław Dziedzic (2007–2009)
- Artur Dziurman (1997)
- Katarzyna Feldman (1950–1959)†[13]
- Krystyna Feldman (1947–1948)†[13]
- Ryszard Fischbach (1993–1994)†
- Aleksandra Ford-Sampolska (1977–1978)†
- Marian Godlewski (1945–1946)†
- Wiesław Gołas (1954–1955)†[14]
- Jarosław Góral (1987–1990, 1993–1997, 2009–2014)
- Mikołaj Grabowski (1978)
- Jacek Grondowy (1997–)
- Wirgiliusz Gryń (1952–1955)†
- Adam Hanuszkiewicz (1945–1946)†[12]
- Władysław Hańcza (1959–1960)†
- Zuzanna Helska (1948–1953)†
- Andrzej Hrydzewicz (1995)†
- Andrzej Iwiński (1977–1978)†
- Elżbieta Jagielska (1966–1967)†
- Krzysztof Janczar (1973–1975)
- Renata Jasińska-Nowak (1981–1987)†
- Zofia Kalińska (1979–1980)†
- Edward Kalisz (1978–1985)†
- Stefan Kąkol (1970–1971)†
- Magdalena Kępińska (1997–)
- Andrzej Kępiński (1995–)
- Bogdan Koca (2009–2013)
- Piotr Konieczyński (1987–)
- Wojciech Kostecki (1968–1972)†
- Wojciech Kościelniak (1987–1988)
- Joanna Kreft-Baka (1987–1988)
- Wojciech Kostecki (1968–1972)†
- Igor Kowalik (2009–2013)
- Mirosław Kropielnicki (1988)
- Kazimierz Krzaczkowski (1977–1979, 1981–1988, 1997–2021)
- Bogusław Kudłek (2014–2017)
- Jadwiga Kuta (1982–1987)[15]
- Tadeusz Kuta (1982–1987)[15]
- Michał Leśniak (1963–1965)†
- Asja Łamtiugina (1975–1976)†[16]
- Marta Ławińska (1965–1967)
- Krystyna Łubieńska (1955–1956)†[16]
- Henryk Machalica (1955–1958)†
- Ignacy Machowski (1945–1948)†[12]
- Tadeusz Madeja (1957)†
- Maria Maj (1972–1979)
- Barbara Majewska-Żuromska (1967–1970)[17]
- Barbara Martynowicz–Wróblewska (1960–1961)†[16]
- Rozalia Mierzicka (2008–2009)
- Joanna Niemirska (2008–2009)
- Izabella Olejnik (1973–1974)
- Waldemar Obłoza (1985–1987, 1990–1993)
- Małgorzata Osiej (1996–)
- Jan Orsza-Łukaszewicz (1956–1960)†
- Renata Pałys (1980–1981)
- Jacek Paruszyński (1988–)
- Franciszek Pieczka (1954–1955)†[12]
- Jerzy Pietraszkiewicz (1945–1946)†[12]
- Joanna Poraska (1947–1948)†
- Marek Prażanowski (2009–2010)
- Andrzej Precigs (1973–1974)†[16]
- Piotr Probosz (2000)
- Beata Rakowska (1987–1988)
- Krzysztof Rogacewicz (1997, 2003)
- Mariusz Sabiniewicz (1998)†
- Jerzy Senator (1980–1987)
- Piotr Skiba (1977–1980)
- Wojciech Skibiński (1970–1971)†
- Wiesław Sławik (1974–1977)
- Bogdan Słomiński (1977–1980)
- Alicja Sobieraj (1945–1955)†
- Barbara Stesłowicz–Biały (1958–1960)†[16]
- Jerzy Stępkowski (1977–1978)†
- Czesław Stopka (1953–1959)†
- Sławomir Sulej (1978–1979)
- Feliks Szajnert (1969–1970)†
- Andrzej Szalawski (1945–1947)†[12]
- Grażyna Szapołowska (1972)[18]
- Janina Szarek (1977–1978)
- Jerzy Szpunar (1945–1946)†
- Andrzej Szczytko (1977–1978)†
- Elżbieta Święcicka (1955–1958)†
- Małgorzata Talarczyk (1970–1975)
- Maciej Tomaszewski (1981)
- Beata Tyszkiewicz (1947)[19]
- Krystyna Walczak (1966–1967)[20]
- Zbigniew Waleryś (1995–1996)
- Jadwiga Walewska (1945–1946)†
- Tadeusz Wnuk (1992–)
- Stanisław Zaczyk (1945–1948)†[12]
- Wojciech Ziemiański (1978–1979, 1986–1987)
- Leszek Żentara (1982–1987)
- Piotr Żurawski (2007–2008)

## Nagrody
- 1974: Wrocław – XV Festiwal Polskich Sztuk Współczesnych – nagroda II stopnia dla Grzegorza Mrówczyńskiego za adaptację i reżyserię Konopielki wg Edwarda Redlińskiego
- 1975: Opole – I Opolskie Konfrontacje Teatralne – nagroda dla Grzegorza Mrówczyńskiego za reżyserię przedstawienia Kleopatra i Cezar Cypriana Kamila Norwida, nagroda za rolę Kleopatry dla Teresy Leśniak–Miranowicz
- 1976: Jelenia Góra – Nagroda wojewody Jeleniej Góry dla kierownika muzycznego Bogdana Dominika
- 1976: Wrocław – Nagrody w dolnośląskim konkursie na najpopularniejszego aktora: Złota Iglica – Zuzanna Łozińska, Srebrna Iglica – Maria Maj
- 1977: Jelenia Góra – Srebrny Kluczyk dla Krystiana Lupy za reżyserię i scenografię Życia człowieka Leonida Andrejewa, Srebrny Kluczyk dla Tomasza Radeckiego za rolę Grila w Historii o Miłosierniej, czyli Testamencie psa Ariano Suassuny w reż. Aliny Obidniak
- 1977: Wrocław – Nagrody w dolnośląskim konkursie na najpopularniejszego aktora: Brązowa Iglica – Wiesław Sławik
- 1978: Jelenia Góra – Srebrny Kluczyk za sezon 1977/1978 dla Ryszarda Wojnarowskiego za rolę Mężczyzny w spektaklu Drzwi Stanisława Srokowskiego w reż. Aliny Obidniak i dla Teresy Leśniak–Miranowicz za kreację aktorską Lizetty w sztuce Gra miłości i przypadku Pierre’a de Marivaux w reż. Mikołaja Grabowskiego
- 1978: Opole – IV Opolskie Konfrontacje Teatralne – nagroda dla Krystiana Lupy za reżyserię i scenografię przedstawienia Nadobnisie i koczkodany Witkacego
- 1978: Opole – IV Opolskie Konfrontacje Teatralne – wyróżnienie dla Kazimierza Krzaczkowskiego za rolę księdza Piotra w Dziadach cz. III Adama Mickiewicza w reż. Grzegorza Mrówczyńskiego
- 1978: Wrocław – Nagrody w dolnośląskim konkursie na najpopularniejszego aktora: Złota Iglica – Maria Maj, Srebrna Iglica – Tomasz Radecki, Brązowa Iglica – Ryszard Wojnarowski
- 1979: Szczecin – Bursztynowy Pierścień dla Irminy Babińskiej[21]
- 1979: Jelenia Góra – Odznaka Zasłużony dla Jeleniej Góry dla Krystiana Lupy
- 1979: Wrocław – Nagrody w dolnośląskim konkursie na najpopularniejszego aktora: Złota Iglica – Maria Maj i Stanisław Raczkiewicz, Srebrna Iglica – Andrzej Kempa i Mieczysław Ostroróg, Brązowa Iglica – Stanisław Łopatowski
- 1980: Wrocław – Nagrody w dolnośląskim konkursie na najpopularniejszego aktora: Złota Iglica – Jan Bogusz, Srebrna Iglica – Piotr Skiba, Brązowa Iglica – Ryszard Wojnarowski
- 1981: Wrocław – Nagrody w dolnośląskim konkursie na najpopularniejszego aktora: Złota Iglica – Jan Bogusz, Srebrna Iglica – Ryszard Wojnarowski, Brązowa Iglica – Edward Kalisz[22]
- 1982: Wałbrzych – Festiwal Sztuk dla Dzieci – Nagroda dla Jadwigi Kuty za rolę pokojówki Loli w przedstawieniu Król malowany Urszuli Kozioł w reż. Aliny Obidniak
- 1982: Wrocław – Nagrody w dolnośląskim konkursie na najpopularniejszego aktora: Złota Iglica – Jerzy Senator, Srebrna Iglica – Jan Bogusz, Brązowa Iglica – Andrzej Jurczyński
- 1983: Opole – IX Opolskie Konfrontacje Teatralne – nagroda dla Krystiana Lupy za pracę nad dramatem Witkacego Pragmatyści
- 1983: Kalisz – Kaliskie Spotkania Teatralne – Wyróżnienie dla Krystiana Lupy za pracę z aktorami Teatru im. Norwida nad kształtem teatralnym spektaklu Pragmatyści
- 1983: Wrocław - Nagroda w dolnośląskim konkursie na najpopularniejszego aktora: Brązowa Iglica – Mariusz Prasał
- 1983: Toruń – XVII Ogólnopolski Festiwal Teatrów Jednego Aktora – Nagroda Publiczności oraz Nagroda Prezydenta Torunia za poetycką teatralizację prozy dla Józefy Zającówny
- 1984: Wrocław – Nagrody w dolnośląskim konkursie na najpopularniejszego aktora: Złota Iglica – Ryszard Wojnarowski
- 1985: Jelenia Góra – Nagroda Dyrektora Wydziału Kultury i Sztuki w Jeleniej Górze dla aktora Stefana Miedzińskiego
- 1986: Wrocław – Nagrody w dolnośląskim konkursie na najpopularniejszego aktora: Złota Iglica – Jerzy Senator, Srebrna Iglica – Marta Łącka i Jan Bogusz, Brązowa Iglica – Ryszard Wojnarowski
- 1987: Opole – XIII Opolskie Konfrontacje Teatralne – nagroda dla Krystiana Lupy za kształt plastyczny przedstawienia Maciej Korbowa i Bellatrix Witkacego
- 1987: Wrocław – Nagrody w dolnośląskim konkursie na najpopularniejszego aktora: Złota Iglica – Andrzej Kempa, Brązowa Iglica – Zdzisław Sobociński
- 1988: Łódź – VI Ogólnopolski Przegląd Spektakli Dyplomowych Szkół Teatralnych – Wyróżnienie dla Mirosława Kropielnickiego za rolę Jeana i Beaty Rakowskiej za rolę Krystyny w spektaklu Panna Julia Augusta Strindberga w reż. Igi Mayr
- 1988: Wrocław – Nagrody w dolnośląskim konkursie na najpopularniejszego aktora: Złota Iglica – Irmina Babińska, Srebrna Iglica – Wojciech Kościelniak, Brązowa Iglica – Piotr Konieczyński
- 1989: Wrocław – Nagrody w dolnośląskim konkursie na najpopularniejszego aktora: Złota Iglica – Dariusz Bereski i Jarosław Góral
- 1990: Wrocław – Nagrody w dolnośląskim konkursie na najpopularniejszego aktora: Złota Iglica – Tadeusz Rybicki, Srebrna Iglica – Piotr Konieczyński, Brązowa Iglica – Krystyna Dmochowska
- 1991: Wrocław – Nagrody w dolnośląskim konkursie na najpopularniejszego aktora: Złota Iglica – Piotr Konieczyński, Brązowa Iglica – Dariusz Bereski
- 1992: Wrocław – Nagrody w dolnośląskim konkursie na najpopularniejszego aktora: Srebrna Iglica – Dariusz Bereski, Brązowa Iglica – Jan Kochanowski
- 1993: Jelenia Góra – Srebrny Kluczyk w II plebiscycie publiczności na najpopularniejszego aktora scen jeleniogórskich tygodnika „Nowiny Jeleniogórskie” dla Dariusza Bereskiego
- 1994: Jelenia Góra – Srebrny Kluczyk w III plebiscycie publiczności na najpopularniejszego aktora scen jeleniogórskich dla Piotra Konieczyńskiego
- 1995: Warszawa – I Ogólnopolski Konkurs na Wystawienie Polskiej Sztuki Współczesnej – nagroda dla spektaklu Stara kobieta wysiaduje Tadeusza Różewicza w reż. Andrzeja Bubienia, wyróżnienie za reżyserię, nagroda dla Irminy Babińskiej za rolę Starej kobiety i wyróżnienie dla Piotra Konieczyńskiego za rolę młodego kelnera; scenografia i kostiumy projektu Elżbiety Terlikowskiej, zdobyły nagrody na międzynarodowych konkursach w Pradze i Belgradzie[22]
- 1995: Jelenia Góra – Srebrny Kluczyk w IV plebiscycie na najpopularniejszego aktora dla Tadeusza Wnuka
- 1997: Jelenia Góra – Nagroda Miasta Jeleniej Góry dla Bogdana Dominika, wieloletniego kierownika muzycznego[22]
- 1998: Jelenia Góra – Nagroda wojewody jeleniogórskiego z okazji Międzynarodowego Dnia Teatru dla aktorki Irminy Babińskiej
- 1998: Jelenia Góra – Stalowy Wytrych w VIII plebiscycie popularności dla Krystyny Dmochowskiej za rolę Agafii Tichonownej w Ożenku Nikołaja Gogola w reż. Siergieja Fiedotowa i Dafnidy w Komedii pasterskiej Jana Andrzeja Morsztyna w reż. Adama Hanuszkiewicza
- 2001: Jelenia Góra – Nagroda Miasta Jeleniej Góry w dziedzinie kultury i sztuki dla aktorki Irminy Babińskiej[22]
- 2002: Warszawa – VIII Ogólnopolski Konkurs na Wystawienie Polskiej Sztuki Współczesnej – nagroda ZASP dla Irminy Babińskiej za rolę Margarete Hauptmannn w przedstawieniu Hauptmann Jerzego Łukosza w reż. Waldemara Krzystka
- 2003: Warszawa – XII Konkurs Teatrów Ogródkowych – II nagroda za przedstawienie Na pełnym morzu Sławomira Mrożka w reż. Krzysztofa Prusa
- 2004: Jelenia Góra – Nagroda Miasta Jeleniej Góry w dziedzinie kultury i sztuki dla Aliny Obidniak[22]
- 2005: Łódź – XI Festiwal Sztuk Przyjemnych i Nieprzyjemnych – nagroda Loży Przyjaciół Teatru Powszechnego dla przedstawienia Dialogi o zwierzętach Aleksandra Żelezcowa w reż. Krzysztofa Rekowskiego
- 2005: Jelenia Góra – Srebrny Kluczyk w kategorii kreacja aktorska dla Magdaleny Kępińskiej za rolę dziewczyny w spektaklu Roberta Bruttera Kantata na cztery skrzydła w reż. Krzysztofa Jaworskiego
- 2005: Jelenia Góra – XXXV Jeleniogórskie Spotkania Teatralne – Wyróżnienie dla Piotra Konieczyńskiego przyznane przez młodzieżowe jury za rolę anioła Amhiela w przedstawieniu Roberta Bruttera Kantata na cztery skrzydła w reż. Krzysztofa Jaworskiego
- 2006: Gdańsk – X Festiwal Szekspirowski – Ogólnopolski Konkurs na Najlepszą Inscenizację Dzieł Dramatycznych Williama Szekspira w sezonie 2005/2006 – wyróżnienie za spektakl Romeo i Julia w reż. Krzysztofa Rekowskiego[22]
- 2006: Jelenia Góra – Srebrny Kluczyk w kategorii kreacja aktorska dla Tadeusza Wnuka za rolę lichwiarza Łatki w przedstawieniu Dożywocie Aleksandra Fredry i rolę Monseleta w spektaklu Czerwone nosy Petera Barnesa w reż. Małgorzaty Bogajewskiej, nagroda da najpopularniejszego aktora scen jeleniogórskich dla Jacka Grondowego[23]
- 2007: Jelenia Góra – Srebrny Kluczyk w kategorii najlepszy spektakl roku – Trans-Atlantyk Witolda Gombrowicza w reż. Bartłomieja Wyszomirskiego i dla Magdaleny Kępińskiej w kategorii kreacja aktorska za rolę Rozy w przedstawieniu Espresso Lucii Frangione w reż. Małgorzaty Bogajewskiej
- 2007: Jelenia Góra – XXXVII Jeleniogórskie Spotkania Teatralne – nagroda dla Lidii Schneider za rolę Ulrike Meinhof w spektaklu Śmierć Człowieka–Wiewiórki Małgorzaty Sikorskiej-Miszczuk w reż. Natalii Korczakowskiej
- 2008: Warszawa – XIII Ogólnopolski Konkurs na Wystawienie Polskiej Sztuki Współczesnej – indywidualne wyróżnienie – Nagroda Ministra Kultury i Dziedzictwa Narodowego dla Lidii Schneider za rolę żeńską Urlike Meinhof w przedstawieniu Śmierć Człowieka–Wiewiórki Małgorzaty Sikorskiej-Miszczuk w reż. Natalii Korczakowskiej[22]
- 2008: Wałbrzych – Nagroda Marszałka Dolnośląskiego dla Jarosława Dziedzica za rolę Szczęśliwego w spektaklu Śmierć Człowieka–Wiewiórki Małgorzaty Sikorskiej-Miszczuk w reż. Natalii Korczakowskiej
- 2008: Jelenia Góra – Srebrny Kluczyk w kategorii najlepszy spektakl roku – Elektra Eurypidesa w reż. Natalii Korczakowskiej i w kategorii kreacja aktorska dla Lidii Schneider za rolę Klitajmestry w Elektrze
- 2008: Jelenia Góra – Dyplom Honorowy Aliny Obidniak dla Iwony Lach za rolę matki w przedstawieniu Klątwa Stanisława Wyspiańskiego w reż. Łukasza Kosa
- 2009: Kalisz – Kaliskie Spotkania Teatralne – Festiwal Sztuki Aktorskiej – Nagroda aktorska dla Lidii Schneider za role Chóru – Normy Drugiej i Klitajmestry oraz Nagroda ZASP im. Jacka Woszczerowicza za rolę drugoplanową – Chóru – Normy Pierwszej i Starca w spektaklu Elektra Eurypidesa w reż. Natalii Korczakowskiej
- 2009: Jelenia Góra – Srebrny Kluczyk dla Anny Ludwickiej–Mani na najpopularniejszą aktorkę w plebiscycie tygodnika „Nowiny Jeleniogórskie”
- 2010: Nominacja do teatralnej nagrody marszałka Dolnego Śląska w kategorii najciekawszy epizod roku 2009 dla Anny Ludwickiej–Mani za role Janet, żony Freda Holywella i jako Karolina, małżonka jednego z dłużników Scrooge’a w spektaklu Scrooge. Opowieść wigilijna Charlesa Dickensa w reż. Henryka Adamka[24]
- 2010: Jelenia Góra – Srebrny Kluczyk w plebiscycie tygodnika „Nowiny Jeleniogórskie” na najpopularniejszą aktorkę dla Iwony Lach
- 2010: Jelenia Góra – Dyplom Honorowy Aliny Obidniak dla Kazimierza Krzaczkowskiego za kreację aktorską Starego Mężczyzny w spektaklu Dobrze autorstwa i w reż. Tomasza Mana
- 2011: Jelenia Góra – Srebrny Kluczyk w kategorii kreacja aktorska dla Lidii Schneider za rolę Ewy w przedstawieniu Papierowe kwiaty Egona Wolffa w reż. Bogdana Kocy
- 2011: Wrocław – Ogólnopolski Festiwal Teatrów Jednego Aktora – nagroda Krzysztofa Kulińskiego dla Jacka Grondowego za monodram Novecento Alessandra Baricco w reż. Krzysztofa Prusa
- 2011: Zabrze – Festiwal Dramaturgii Współczesnej „Rzeczywistość przedstawiona” - wyróżnienie zbiorowe i wyróżnienie aktorskie Jury Młodych dla Jacka Grondowego za występ w Novecento Alessandra Baricco w reż. Krzysztofa Prusa
- 2012: Jelenia Góra – Srebrny Kluczyk dla Jacka Paruszyńskiego za rolę Anatola w spektaklu Portret Sławomira Mrożka w reż. Krzysztofa Jaworskiego
- 2012: Jelenia Góra – Dyplom Honorowy Aliny Obidniak dla Piotra Konieczyńskiego za kreację aktorską François Pignona w spektaklu Kolacja dla głupca Francisa Vebera w reż. Stefana Szaciłowskiego
- 2013: Jelenia Góra – Srebrny Kluczyk w kategorii kreacja aktorska dla Katarzyny Janekowicz za rolę Uny w spektaklu Blackbird Davida Harrowera w reż. Grzegorza Brala (także nagroda starosty jeleniogórskiego Jacka Włodygi) i na najpopularniejszego aktora dla Jacka Grondowego[25]
- 2015: Jelenia Góra – Srebrny Kluczyk w kategorii najlepszy spektakl teatralny – Karskiego historia nieprawdziwa Szymona Bogacza w reż. Julii Mark i w kategorii kreacja aktorska dla Elżbiety Koseckiej za występ w przedstawieniu Akt przerywany Tadeusza Różewicza w reż. Rolfa Alme
- 2016: Jelenia Góra – Srebrny Kluczyk w kategorii kreacja aktorska dla Piotra Konieczyńskiego za rolę Autolikosa w spektaklu Zimowa opowieść Williama Szekspira w reż. Aleksandry Popławskiej i Marka Kality
- 2017: Jelenia Góra – Wytrych do Serc Publiczności dla Anny Ludwickiej–Mani
- 2017: Warszawa – Nagroda im. Andrzeja Nardellego, przyznawana przez Sekcję Krytyków Teatralnych ZASP za najlepszy debiut aktorski dla Julii Łukowiak za rolę Kasandry w spektaklu Odprawa posłów greckich Jana Kochanowskiego w reż. Szymona Kaczmarka[26]
- 2019: Jelenia Góra – Srebrny Kluczyk w kategorii kreacja aktorska dla Katarzyny Trzeszczkowskiej za rolę Hali w Łotrzycach Agnieszki Osieckiej w reż. Piotra Bogusława Jędrzejczaka i w kategorii muzyka dla Maxa Kowalskiego za muzykę do spektaklu Dzień Walentego Iwana Wyrypajewa w reż. Łukasza Witta-Michałowskiego
- 2020: Jelenia Góra – Nagroda Marszałka Województwa Dolnośląskiego dla Elwiry Hamerskiej–Skóreckiej i Piotra Konieczyńskiego za wybitne osiągnięcia w dziedzinie kultury
- 2020: Jelenia Góra – Srebrny Kluczyk w kategorii kreacja aktorska dla Roberta Mani za rolę rotmistrza pułku huzarów na urlopie w spektaklu Damy i huzary Aleksandra Fredry w reż. Tomasza Grochoczyńskiego i Małgorzaty Osiej-Gadziny w kategorii „wydarzenie kulturalne sezonu” i Złoty Kluczyk za całokształt twórczości i działalności dla Aliny Obidniak[27]
- 2021: Jelenia Góra – Srebrny Kluczyk w kategorii najlepszy spektakl teatralny – zrealizowany online – Ślub Witolda Gombrowicza w reż. Karoliny Szczypek
- 2024: Wrocław – Nagroda Artystyczna Marszałka Dolnośląskiego za wybitne osiągnięcia w dziedzinie kultury dla Roberta Mani
- 2025: Jelenia Góra – Nagroda Marszałka Województwa Dolnośląskiego za wybitne osiągnięcia w dziedzinie kultury dla Jacka Grondowego